# Canoa/kayak ai Giochi della XXXI Olimpiade - Slalom C1 maschile
La gara di slalom C1 per Rio de Janeiro 2016 si svolge all'Estádio de Canoagem Slalom dal 7 al 9 agosto 2016.

## Programma
Tutti gli orari seguono il fuso orario brasiliano (UTC-3)
| Data                     | Ora   | Round          |
| ------------------------ | ----- | -------------- |
| Domenica, 7 agosto, 2016 | 13:30 | Qualificazioni |
| Martedì, 9 agosto, 2016  | 13:30 | Semifinali     |
| Martedì, 9 agosto, 2016  | 15:15 | Finale         |

## Qualificazioni
| Pos. | Nome                      | Qualificazioni | Qualificazioni | Qualificazioni |
| Pos. | Nome                      | Tempo 1        | Tempo 2        | Migliore       |
| ---- | ------------------------- | -------------- | -------------- | -------------- |
| 1    | Sideris Tasiadis          | 100.47         | 92.23          | 92.23          |
| 2    | Denis Gargaud Chanut      | 102.03         | 93.48          | 93.48          |
| 3    | David Florence            | 94.11          | -              | 94.11          |
| 4    | Benjamin Savšek           | 99.69          | 94.36          | 94.36          |
| 5    | Tayuka Haneda             | 98.69          | 94.58          | 94.58          |
| 6    | Matej Beňuš               | 95.05          | 96.78          | 95.05          |
| 7    | Grzegorz Hedwig           | 96.67          | 97.72          | 96.67          |
| 8    | Ander Elosegi             | 97.33          | 102.39         | 97.33          |
| 9    | Ian Borrows               | 97.40          | 151.77         | 97.40          |
| 10   | Aleksandr Lipatov         | 101.78         | 98.72          | 98.72          |
| 11   | José Carvalho             | 111.01         | 99.18          | 99.18          |
| 12   | Casey Eichfeld            | 100.02         | 101.23         | 100.02         |
| 13   | Jianming Shu              | 110.19         | 100.68         | 100.68         |
| 14   | Vitezslav Gebas           | 109.92         | 102.78         | 102.78         |
| 15   | Cameron Smedley           | 104.93         | 104.83         | 104.83         |
| 16   | Felipe Borges             | 122.30         | 105.14         | 105.14         |
| 17   | Sebastian Rossi           | 108.81         | 155.70         | 108.81         |
| 18   | Jean Pierre Renan Bourhis | 110.94         | 109.27         | 109.27         |
| 19   | Richard Merjan            | 120.20         | 121.67         | 120.20         |

     Qualificato per le semifinali

### Semifinali
| Rank | Nome                 | Percorso            | Percorso |
| Rank | Nome                 | Secondi di penalità | Tempo    |
| ---- | -------------------- | ------------------- | -------- |
| 1    | Sideris Tasiadis     | 0                   | 95.63    |
| 2    | Ander Elosegi        | 0                   | 97.93    |
| 3    | Denis Gargaud Chanut | 0                   | 98.06    |
| 4    | Benjamin Savšek      | 0                   | 98.60    |
| 4    | Vítězslav Gebas      | 0                   | 98.77    |
| 6    | Takuya Haneda        | 0                   | 98.84    |
| 7    | David Florence       | 0                   | 99.36    |
| 8    | Matej Beňuš          | 0                   | 100.68   |
| 9    | José Carvalho        | 0                   | 101.4    |
| 10   | Casey Eichfeld       | 2                   | 101.23   |
| 11   | Ian Borrows          | 0                   | 101.32   |
| 12   | Grzegorz Hedwig      | 4                   | 102.70   |
| 13   | Alexander Lipatov    | 0                   | 104.69   |
| 14   | Shu Jianming         | 0                   | 108.73   |

     Qualificato per la finale

### Finale
| Classifica | Nome                 | Percorso            | Percorso |
| Classifica | Nome                 | Secondi di Penalità | Tempo    |
| ---------- | -------------------- | ------------------- | -------- |
| 1          | Denis Gargaud Chanut | 0                   | 94.17    |
| 2          | Matej Beňuš          | 0                   | 95.02    |
| 3          | Takuya Haneda        | 0                   | 97.44    |
| 4          | Vítězslav Gebas      | 0                   | 97.57    |
| 5          | Sideris Tasiadis     | 2                   | 97.90    |
| 6          | Benjamin Savšek      | 4                   | 99.36    |
| 7          | Casey Eichfeld       | 4                   | 99.69    |
| 8          | Ander Elosegi        | 4                   | 101.27   |
| 9          | José Carvalho        | 4                   | 105.74   |
| 10         | David Florence       | 4                   | 109.00   |